# Фома Гордєєв
«Фома Гордєєв» — радянський художній фільм режисера Марка Донського. Знятий в 1959 році за мотивами однойменного роману Максима Горького.

## Сюжет
У багатого волзького купця Гната Гордєєва народився син — спадкоємець Фома. Радість затьмарена смертю дружини, що не перенесла пологів. Фому віддають на виховання в сім'ю хрещеного Якова Маякіна. Через шість років батько забирає сина додому і намагається виховати його на свій лад — жорсткою і чіпкою людиною, господарем життя. У школі Фома подружився з Колею Єжовим, хлопчиком з бідної сім'ї, першим учнем у класі, і Африканом Смоліним, сином власника шкіряної фабрики. Змалку Фома не може знайти себе у тому житті, яким живуть його близькі і він сам. Після чергової гульні помирає батько. Молода людина стає власником великих статків, але й воно не приносить йому радості і спокою. Свою незадоволеність він розмінює на розгул. Бачачи, скільки навколо несправедливості, Фома йде на жорстокий, але безглуздий конфлікт з людьми свого кола. Маякін домагається визнання його недієздатним, і за короткий термін безвольний Гордєєв опиняється на самому дні життя. Ставши волоцюгою він стоїть в черзі за юшкою в будинку піклування, побудованому на гроші його батька.

## У ролях
- Георгій Єпіфанцев —  Фома Гордєєв
- Сергій Лук'янов —  Гнат Матвійович Гордєєв
- Павло Тарасов —  Яків Тарасович Маякін
- Алла Лабецька —  Люба, його дочка
- Маріанна Стриженова —  Саша, утриманка Фоми
- Марія Мілкова —  Софія Павлівна Мединська
- Ігор Сретенський —  Микола Єжов
- Геннадій Сергєєв —  Африкан Смолін
- А. Глущенко —  Павло Краснощоков
- Ісай Гуров —  Ухтіщев
- Борис Сітко —  Князєв
- Б. Андрєєв —  Званцев
- Олександр Жуков —  Зобов
- Олександр Карпов —  Луп
- Анатолій Соловйов —  Кононов
- Олександр Баранов —  Юхим, капітан
- Сергій Троїцький —  міський голова
- Костянтин Немоляєв —  Ігоша, юродивий
- Любов Соколова —  Наталія
- Аркадій Цінман —  Мединський
- Анатолій Гарічев —  русявий хлопець

## Знімальна група
- Сценарист і режисер-постановник:  Марк Донськой
- Оператор-постановник:  Маргарита Піліхіна
- Композитор:  Лев Шварц
- Художник-постановник:  Петро Пашкевич